# Agrotis incarum
Agrotis incarum là một loài bướm đêm trong họ Noctuidae.